# Matiz (música)
Matiz en música es cada uno de los distintos grados o niveles de intensidad o de tempo en que se interpreta una determinada música.
Principalmente se distingue entre dos tipos de matices: los matices dinámicos o de intensidad y los matices agógicos o de tempo.

## Matices dinámicos o de intensidad
Dentro de la terminología musical se denomina matiz dinámico o de intensidad a cada uno de los distintos grados o niveles de intensidad en que se pueden interpretar uno o varios sonidos, determinados pasajes o piezas musicales completas.
La determinación de la intensidad de los sonidos de una obra, en palabras de Grabner, puede articularse a través de una dinámica de grados o bien de una dinámica de transición.  De tal forma que los signos pueden indicar respectivamente diversos grados de intensidad o bien la transición entre los mismos.

### Dinámica de grados
La dinámica de grados se construye mediante la contraposición entre los conceptos de suave y fuerte, lo cual se expresa mediante las palabras italianas piano y forte respectivamente. Existen al menos ocho graduaciones o indicaciones de dinámica, empezando desde el sonido más suave hasta el sonido más fuerte. Por ejemplo, pianissimo, piano, fortissimo, etc. Así mismo los distintos grados de intensidad pueden matizarse mediante otros términos como piu, meno, etc.
Los acentos también forman parte de los signos dinámicos, indicando que una nota en particular debe ser ejecutada con una intensidad mayor.
| Nombre        | Abreviatura | Significado |
| ------------- | ----------- | --- |
| Pianississimo |             | Más débil. |
| Pianissimo    |             | Muy débil. |
| Piano         |             | Débil. |
| Mezzopiano    |             | Medianamente débil. Literalmente, es la mitad de suave que piano. |
| Mezzoforte    |             | Medianamente fuerte. Literalmente, es la mitad de forte. Es más común el uso de mezzopiano. Nota: si no aparece algún indicador de dinámica, mezzoforte se asume como dinámica imperante por defecto.                                                                               |
| Forte         |             | Fuerte. |
| Fortissimo    |             | Muy fuerte. |
| Fortississimo |             | Más fuerte. Aunque algunas partituras, particularmente de la época contemporánea, han llegado a una indicación más extrema, con más de 3 p o f. Verdi alcanzó las 4 p y Chaikovski llegó hasta las 5 p. No se usan habitualmente por ser imprácticas, aunque teóricamente posibles. |
| Sforzando     | o           | Reforzar súbitamente el sonido. |
| Piano forte   |             | Débil y después fuerte. |
| Forte piano   |             | Fuerte y después suave. |
| Meno piano    |             | Menos débil. |
| Meno forte    |             | Menos fuerte. |
| Più piano     |             | Más débil. |
| Più forte     |             | Más fuerte. |
| Piano subito  |             | Repentinamente débil. |
| Forte subito  |             | Repentinamente fuerte. |
| Sotto voce    |             | Murmurado |
| Mezza voce    |             | A media voz. Actualmente poco usado. |
| Poco forte    |             | Un poco fuerte. Actualmente poco usado. |

### Dinámica de transición
La dinámica de transición hace referencia a que la intensidad de uno o más sonidos puede ser aumentada o disminuida de forma paulatina.
| Incremento de la intensidad | Incremento de la intensidad | Incremento de la intensidad | Incremento de la intensidad             |
| Nombre                      | Abreviatura                 | Signo                       | Significado                             |
| --------------------------- | --------------------------- | --------------------------- | --------------------------------------- |
| Crescendo                   | cresc.                      |                             | Incremento progresivo de la intensidad. |
| Accrescendo                 | accresc.                    |                             | Incremento progresivo de la intensidad. |
| Aumentando                  | aum.                        |                             | Incremento progresivo de la intensidad. |
| Rinforzando                 | rf., rfz., rinf. o rinforz. |                             | Reforzando el sonido progresivamente.   |

| Disminución de la intensidad | Disminución de la intensidad | Disminución de la intensidad | Disminución de la intensidad               |
| Nombre                       | Abreviatura                  | Signo                        | Significado                                |
| ---------------------------- | ---------------------------- | ---------------------------- | ------------------------------------------ |
| Decrescendo                  | decresc.                     |                              | Disminución progresiva de la intensidad.   |
| Diminuendo                   | dim.                         |                              | Disminución progresiva de la intensidad.   |
| Smorzando                    | smorz.                       |                              | Dejar que el sonido se apague poco a poco. |
| Morendo                      | mor.                         |                              | Dejar que el sonido muera ralentizándose.  |
| Calando                      | cal.                         |                              | Ralentizar mucho y reducir el sonido.      |
| Perdendosi                   | perd.                        |                              | Dejar que el sonido se pierda.             |
| Stinguendo                   | sting.                       |                              | Dejar que el sonido se extinga.            |

La ejecución de la dinámica musical es relativa y suele ser subjetiva. Depende del estilo o periodo histórico al que pertenezca la obra; pero también de la consideración personal y condición emocional del intérprete. Los matices como forte o piano no tienen un significado preciso ya que son indicaciones relativas y dependerán de la graduación de dinámicas que se utilice en una determinada obra. Cuando en una composición el matiz de mayor intensidad es fortissimo (fff), forte (f) será un matiz de intensidad intermedia.

## Matices agógicos o detempo
Los matices agógicos o de tempo son aquellos que indican el ritmo o la velocidad a la que una parte de la obra o ésta en su totalidad ha de ser interpretada.
En un gran número de obras (en especial a partir del Clasicismo) se encuentran, sobre el primer compás de la obra (o de sus diferentes “tiempos”) un matiz agógico que indica el tempo en el que la pieza en su totalidad debe de ser ejecutada a no ser que posteriormente en el transcurso de la obra aparezca otro matiz agógico que modifique el mencionado tempo inicial. Esta indicación está, en la gran mayoría de los casos, en lengua italiana aunque es posible encontrar también referencias en otros idiomas especialmente en composiciones de los últimos tiempos.
Matices de tempo iniciales: Largo, Lento, Adagio, Andante, Moderato, Allegro, Allegretto, Presto, Prestissimo. 
Matices agógicos a lo largo de la pieza: Ritardando, Accelerando, A tempo.